# 萨夫塔尔·加法罗夫
萨夫塔尔·马梅德奥格雷·加法罗夫（俄语：Сафтар Мамед оглы Джафаров；1900年6月22日—1961年11月18日），阿塞拜疆族，苏联党和国家领导人。曾任阿塞拜疆苏维埃社会主义共和国司法人民委员、农业部长、纳希切万苏维埃社会主义自治共和国政府主席、阿塞拜疆苏维埃社会主义共和国最高苏维埃主席团主席等职务。

## 生平
- 1900年6月22日出生于巴库省皮尔沙吉村。15岁起参加工作，在巴库一家企业担任职员。
- 1920年-1932年，苏联红军服役，任政委、师长、军事委员等职务。1920年加入俄共（布）。
- 1932年-1935年，阿塞拜疆苏维埃社会主义共和国最高检察院检察官、司法人民委员。期间毕业于阿塞拜疆大学法学院。
- 1935年-1937年，阿塞拜疆苏维埃社会主义共和国采购人民委员会专员。
- 1937年-1940年10月，阿塞拜疆苏维埃社会主义共和国常驻苏联人民委员会代表。期间，1937年，纳希切万苏维埃社会主义自治共和国政府主席。
- 1940年10月-1947年，阿塞拜疆苏维埃社会主义共和国农业人民委员、农业部长。
- 1947年-1957年，阿塞拜疆苏维埃社会主义共和国最高苏维埃主席团秘书。
- 1957年-1959年11月，阿塞拜疆苏维埃社会主义共和国最高苏维埃主席团副主席。
- 1959年11月-1961年11月，阿塞拜疆苏维埃社会主义共和国最高苏维埃主席团主席。
- 1961年11月16日于巴库逝世，享年61岁。葬于荣誉谷。

加法罗夫是苏共22大代表；第22届中央审计委员；第1-5届阿塞拜疆苏维埃社会主义共和国最高苏维埃代表。

## 荣誉
- 两次列宁勋章（1943,1960）
- 两次劳动红旗勋章（1940）